# Eulalie Nibizi
Eulalie Nibizi (24 juni 1960) is een Burundees vakbondsvrouw. Ze is voorzitter van de Vakbond van onderwijzend personeel (STEB). Sinds mei 2015 leeft zij in ballingschap.

## Biografie
Ze nam in 1991 deel aan de oprichting van de eerste vakbond van Burundi, de Fédération des Travailleurs du Burundi (FTB). Later nam ze hier afstand van, omdat ze vond dat een vakbond waaraan alle ambtenaren zich moeten houden niet langer een vakbond is. Ze zet zich in voor een goede omgang met Burundese kinderen zodat ze "niet worden gebruikt als proefkonijn omwille van de voorwaarden voor buitenlandse hulp".
Tussen 1997 en 2004 zat Nibizi gevangen wegens het "verstoren van de openbare orde". Er was politieke druk tegen haar. In het verleden heeft ze verschillende keren te maken gehad met intimidatie vanwege haar compromisloze toewijding aan lerarenrechten. Als gevolg van een algemene staking kreeg zij het voor elkaar om in 2002 status voor leerkrachten te krijgen met daarbij de betaling van salarisachterstanden en gratis collegegeld voor kinderen van leerkrachten.
Ze werd in september 2012 herkozen voor een derde termijn als hoofd van STEB.